# Pulitzer-Preis 1956
Der Pulitzer-Preis 1956 war die 40. Verleihung des renommierten US-amerikanischen Literaturpreises. Es wurden Preise in 14 Kategorien im Bereich Journalismus und dem Bereich Literatur, Theater und Musik vergeben.
Die Jury des Pulitzer-Preises bestand aus 17 Personen, unter anderem Joseph Pulitzer, Enkel des Pulitzer-Preis-Stifters und Herausgeber des St. Louis Post-Dispatch und Grayson Kirk, Präsident der Columbia-Universität.

## Preisträger
| Kategorie                                                                     | Preisträger                                                                                  | Begründung |
| ----------------------------------------------------------------------------- | -------------------------------------------------------------------------------------------- | --- |
| Dienst an der Öffentlichkeit (Public Service)                                 | Watsonville Register-Pajaronian                                                              | Preis verliehen für die Aufdeckung von Korruption in öffentlichen Ämtern, die zum Rücktritt eines Staatsanwalts und zur Verurteilung eines seiner Mitarbeiter führte.                          |
| Lokale Berichterstattung, zeitnahe Ausgabe (Local Reporting, Edition Time)    | Lee Hills, Detroit Free Press                                                                | Preis verliehen für die Berichterstattung auf der Titelseite über die Verhandlungen der Gewerkschaft United Automobile Workers mit Ford und General Motors über einen garantierten Jahreslohn. |
| Lokale Berichterstattung, ohne Ausgabezeit (Local Reporting, No Edition Time) | Arthur Daley, The New York Times                                                             | Preis verliehen für Berichterstattung im Bereich Sport und seine tägliche Kolumne Sports of the Times.                                                                                         |
| Berichterstattung im Inland (National Reporting)                              | Charles L. Bartlett, Chattanooga Times                                                       | Preis verliehen für seine Artikel, die zum Rücktritt von Harold E. Talbott als Secretary of the Air Force führten.                                                                             |
| Auslandsberichterstattung (International Reporting)                           | William Randolph Hearst Jr., J. Kingsbury-Smith und Frank Connif, International News Service | Preis verliehen für eine Reihe von Interviews mit den Führern der Sowjetunion. |
| Leitartikel (Editorial Writing)                                               | Lauren K. Soth, Des Moines Register and Tribune                                              | Preis verliehen für den Leitartikel über den Besuch einer Delegation von Bauern aus der Sowjetunion in Iowa.                                                                                   |
| Karikatur (Editorial Cartooning)                                              | Robert York, Louisville Times                                                                | Preis verliehen für die Karikatur mit dem Titel Achilles. |
| Fotografie (Photography)                                                      | Mitarbeiter der New York Daily News                                                          | Preis verliehen für die Fotografie im Laufe des Jahres 1955, insbesondere die Fotografie mit dem Titel Bomber Crashes in Street.                                                               |

| Kategorie                                                   | Preisträger                                                                                          |
| ----------------------------------------------------------- | --- |
| Belletristik (Fiction)                                      | Andersonville von MacKinlay Kantor                                                                   |
| Theater (Drama)                                             | Diary of Anne Frank (dt. Titel: Das Tagebuch der Anne Frank) von Albert Hackett und Frances Goodrich |
| Geschichte (History)                                        | The Age of Reform von Richard Hofstadter                                                             |
| Biographie oder Autobiographie (Biography or Autobiography) | Benjamin Henry Latrobe von Talbot Faulkner Hamlin                                                    |
| Dichtung (Poetry)                                           | Poems: North & South – A Cold Spring von Elizabeth Bishop                                            |
| Musik (Music)                                               | Symphony No. 3 von Ernst Toch                                                                        |